# Banjo (Schokoladenriegel)
Banjo war ein Schokoladenriegel des US-amerikanischen Nahrungsmittelkonzerns Mars Incorporated und wurde von der Tochtergesellschaft Master Foods mit Sitz in Breitenbrunn am Neusiedler See (Österreich) produziert. Der Riegel bestand aus einer Waffel mit zermahlenen Erdnussstückchen und später Haselnussstückchen, umhüllt von Milchschokoladencreme.

## Geschichte
Der Entwickler des Riegels ist nicht bekannt. Ins Leben gerufen wurde er in den 1970er-Jahren in Österreich und war seit 1979 in Deutschland im Handel erhältlich. Vorher war das Produkt noch kurz unter dem Namen Skittles bekannt, wurde aber unter diesem Namen kaum beworben. Erst Ende der 1970er wurde der Riegel in Banjo umbenannt und erfreute sich größerer Beliebtheit. Zu Beginn der 1980er-Jahre gab es für kurze Zeit die Variante Banjo Kokos (rote Verpackung). Ende der 1980er wurde Erdnuss (blaue Verpackung) durch Haselnuss (goldene Verpackung) ersetzt. 2009 wurde die Produktion eingestellt.
2019 übernahm die Alfred Ritter GmbH & Co. KG die Produktionsstätte in Breitenbrunn und die Namensrechte an Banjo und plant eine Neuauflage des Riegels.

## Zutaten und Daten
In einem Banjoriegel waren folgende Zutaten enthalten:
Zucker, Haselnüsse, gehärtetes Pflanzenfett, Weizenmehl, Kakaobutter, Kakaomasse, Magermilchpulver, fettarmer Kakao, Butterreinfett, Milchzucker, entsalztes Molkenpulver, Maltodextrin, Emulgator Sojalecithin, Backtriebmittel Natriumhydrogencarbonat (Backpulver), Aromen, Salz
Die Form des Riegels entsprach einem länglichen, eher schmalen Quader. Das Gewicht betrug 31 Gramm. Zudem war Banjo, genauso wie der Riegel Twix, paarweise verpackt. Der Geschmack und das Design der Verpackung wurden im Laufe der Zeit verändert. Auch Banjo Minis waren im Handel erhältlich.

### Ehemalige Werbeslogans
- 1980: Das unbeschwerte Vergnügen
- 1984: Für lockere Knusperpausen
- 1993/94: Haselnussig knusperleicht
- 2000: Schmeckt knusperleicht!

## Kuriosität
Die von der Gesellschaft für integrierte Kommunikationsforschung (GIK), einem gemeinschaftlich von den Medienhäusern Axel Springer, Bauer Media Group, Gruner + Jahr und Hubert Burda Media getragenen Unternehmen, herausgegebene Markt-Media-Studie „best for planning“ (an der zahlreiche weitere Medien Lizenzrechte erwarben) behauptete in ihrer am 17. September 2014 veröffentlichten Ausgabe (b4p 2014), dass 3,8 % der deutschsprachigen Bevölkerung ab 14 Jahren, das entspricht 2,68 Millionen Personen, angegeben hätten, den Riegel aktuell noch immer zu verzehren.